# Eiji Ōue
Eiji Ōue (大植 英次, Ōue Eiji, né le 3 octobre 1957 à Hiroshima) est un chef d'orchestre japonais.
Il dirige aujourd'hui l'orchestre philharmonique d’Osaka, depuis 2003, ainsi que l'orchestre symphonique de Barcelone, depuis 2006. Il a dirigé l'orchestre symphonique du Minnesota entre 1995 et 2002.